# Ame ni mo Makezu

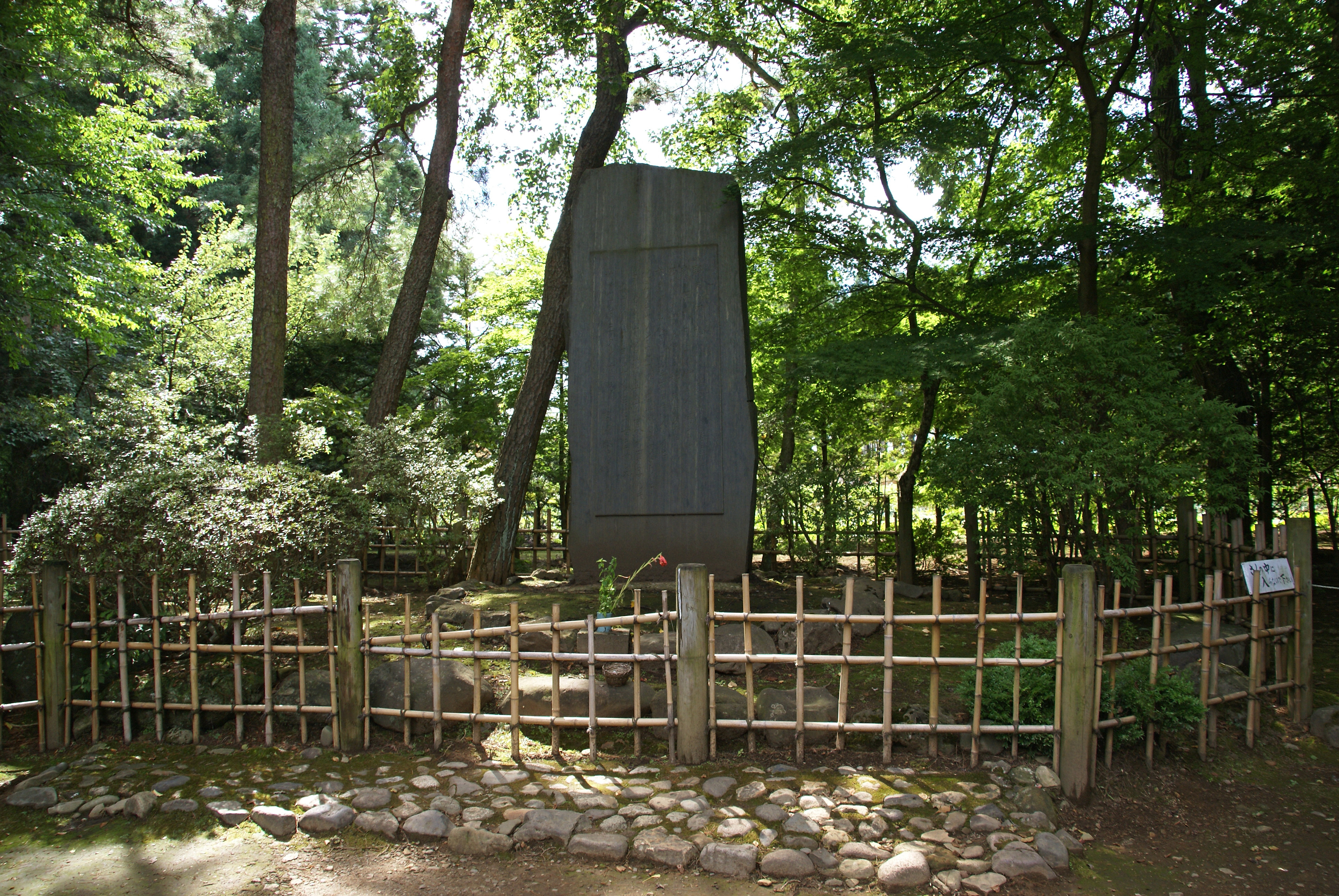
Stèle gravée avec le poème Ame ni mo makezu à Hanamaki.

Ame ni mo makezu (Ne soit pas défait par la pluie) est un célèbre poème écrit par Kenji Miyazawa, un poète du nord de la préfecture d'Iwate qui vécut de 1896 à 1933. Le poème a été retrouvé après sa mort dans un petit carnet noir dans une des malles du poète.

## Le poème
Le texte du poème est donné ci-dessous en japonais, en translittération avec romaji et en traduction française
. Bien que cette version intègre certains kanji, le poème a été écrit en katakana (voir la section Style).
| Original | Orthographe moderne | Translittération | Traduction en français |
| --- | --- | --- | --- |
| 雨ニモマケズ 風ニモマケズ 雪ニモ夏ノ暑サニモマケヌ 丈夫ナカラダヲモチ 慾ハナク 決シテ瞋ラズ イツモシヅカニワラッテヰル 一日ニ玄米四合ト 味噌ト少シノ野菜ヲタベ アラユルコトヲ ジブンヲカンジョウニ入レズニ ヨクミキキシワカリ ソシテワスレズ 野原ノ松ノ林ノ蔭ノ 小サナ萓ブキノ小屋ニヰテ 東ニ病気ノコドモアレバ 行ッテ看病シテヤリ 西ニツカレタ母アレバ 行ッテソノ稲ノ朿ヲ負ヒ 南ニ死ニサウナ人アレバ 行ッテコハガラナクテモイヽトイヒ 北ニケンクヮヤソショウガアレバ ツマラナイカラヤメロトイヒ ヒドリノトキハナミダヲナガシ サムサノナツハオロオロアルキ ミンナニデクノボートヨバレ ホメラレモセズ クニモサレズ サウイフモノニ ワタシハナリタイ | 雨にもまけず 風にもまけず 雪にも夏の暑さにもまけぬ 丈夫なからだをもち 慾はなく 決して瞋らず いつもしずかにわらっている 一日に玄米四合と 味噌と少しの野菜をたべ あらゆることを じぶんをかんじょうにいれずに よくみききしわかり そしてわすれず 野原の松の林の蔭の 小さな萱ぶきの小屋にいて 東に病気のこどもあれば 行って看病してやり 西につかれた母あれば 行ってその稲の束を負い 南に死にそうな人あれば 行ってこわがらなくてもいいといい 北にけんかやそしょうがあれば つまらないからやめろといい ひでりのときはなみだをながし さむさのなつはおろおろあるき みんなにでくのぼうとよばれ ほめられもせず くにもされず そういうものに わたしはなりたい | ame ni mo makezu kaze ni mo makezu yuki ni mo natsu no atsusa ni mo makenu jōbu na karada wo mochi yoku wa naku kesshite ikarazu itsu mo shizuka ni waratte iru ichi nichi ni genmai yon gō to miso to sukoshi no yasai wo tabe arayuru koto wo jibun wo kanjō ni irezu ni yoku mikiki shi wakari soshite wasurezu nohara no matsu no hayashi no kage no chiisa na kayabuki no koya ni ite higashi ni byōki no kodomo areba itte kanbyō shite yari nishi ni tsukareta haha areba itte sono ine no taba wo oi minami ni shinisō na hito areba itte kowagaranakute mo ii to ii kita ni kenka ya soshō ga areba tsumaranai kara yamero to ii hideri no toki wa namida wo nagashi samusa no natsu wa oro-oro aruki minna ni deku-no-bō to yobare homerare mo sezu ku ni mo sarezu sō iu mono ni watashi wa naritai | Ne pas céder face à la pluie Ne pas céder face au vent Ne pas céder non plus face à la neige ou à la chaleur de l’été Avec un corps solide Sans avidité Sans perdre son tempérament Cultivant une joie tranquille Chaque jour quatre bols de riz complet Du miso et un peu de légumes à manger Dans toutes les choses Sans y mettre ses émotions Voir, écouter et comprendre Et sans oublier Dans l’ombre des bois de pin des champs Vivre dans une cabane au toit de chaume S’il y a un enfant malade à l’Est Y aller et le veiller S’il y a une mère fatiguée à l’Ouest Y aller et porter sa gerbe de riz S’il y a quelqu’un proche de la mort au Sud Y aller et lui dire qu’il n’y a pas besoin d’être effrayé S’il y a une dispute ou un litige au Nord Leur dire de ne pas perdre leur temps en actes inutiles En cas de sécheresse, verser ses larmes de sympathie Lors d’un été froid, errer bouleversé Appelé bon à rien par tout le monde Sans être complimenté Ni rendu responsable Une telle personne Je voudrais devenir |

## Style
Miyazawa choisit d'écrire le poème en katakana. Cela peut sembler étrange stylistiquement dans une perspective moderne, comme les katakana sont de nos jours (normalement) uniquement utilisés dans l'écriture du japonais pour distinguer les mots étrangers. Cependant, à l'époque, les katakana constituaient le syllabaire préféré pour l'écriture normale du japonais, plutôt que les hiragana.